# Sy Kravitz
 (mars 2019).
Si vous disposez d'ouvrages ou d'articles de référence ou si vous connaissez des sites web de qualité traitant du thème abordé ici, merci de compléter l'article en donnant les références utiles à sa vérifiabilité et en les liant à la section « Notes et références ».
Pour les articles homonymes, voir Kravits.
Seymour Kravitz dit Sy Kravitz, né le 10 décembre 1924 et mort le 29 octobre 2005 est un cinéaste américain et le producteur des journaux d'actualités sur la chaîne américaine NBC.
D'origine russe, il a été marié à Roxie Roker de 1962 à 1985. Kravitz et Roker sont les parents du musicien de rock Lenny Kravitz et les grands-parents de l'actrice Zoë Kravitz.
Sy était un célèbre producteur d'Hollywood et son entourage composé de célébrités et de stars montantes influença la carrière musicale de son fils. Il est mort à l'âge de 80 ans d'une leucémie à New York alors que son fils Lenny Kravitz donnait le premier d'une série de concerts aux États-Unis en compagnie d'Aerosmith. Le chanteur de Let Love Rule rendit hommage à son père devant ses fans au show du Mohegan Sun Casino Arena dans le Connecticut le 31 octobre 2005.
Lenny, né en 1964, porte le même nom que son oncle, Leonard Kravitz, qui fut tué à la guerre de Corée.